# Francis Bedford
Pour les articles homonymes, voir Bedford.
Francis Bedford (Paddington, 18 juin 1799 - Hammersmith (Londres), 8 juin 1883) est un relieur britannique.

## Biographie
À l'issue de son apprentissage, Francis Bedford est entré dans l'atelier du renommé relieur Charles Lewis.

## Travail
Bedford respectait les marges et était un habile réparateur de feuilles endommagées. Plusieurs de ses productions étaient des imitations des grands relieurs français des siècles passés, par exemple les reliures des œuvres de Samuel Rogers , dont il a relié plusieurs copies en cuir marocain incrusté de cuirs colorés et recouverts d'outillage d'or dans le style d'Antoine Michel Padeloup.
Bedford lui-même considérait qu'une édition de Dante, qu'il a relié en maroquin et façonnée d'un motif à la Jean Grolier de Servières, était son chef-d'œuvre, et souhaita qu'elle soit placée dans son cercueil. Mais sa demande n'a pas été exaucée, et l'ouvrage a été vendu. Il a obtenu des médailles et des prix à plusieurs expositions anglaises et françaises. Ses livres ont été dispersés aux enchères  en mars 1884.

## Collections
- Bibliothèque nationale de France
- Bibliothèque du Congrès
- Bibliothèque royale des Pays-Bas